# Бабінек (Грифінський повіт)
Бабінек (пол. Babinek) — село в Польщі, у гміні Бане Грифінського повіту Західнопоморського воєводства.
Населення — 465 осіб (2011).
У 1975-1998 роках село належало до Щецинського воєводства.

## Демографія
Демографічна структура станом на 31 березня 2011 року:
|          | Загалом | Допрацездатний вік | Працездатний вік | Постпрацездатний вік |
| -------- | ------- | ------------------ | ---------------- | -------------------- |
| Чоловіки | 229     | 54                 | 154              | 21                   |
| Жінки    | 236     | 61                 | 137              | 38                   |
| Разом    | 465     | 115                | 291              | 59                   |